# American V: A Hundred Highways
American V: A Hundred Highways är ett album av Johnny Cash, utgivet postumt 2006. Liksom de övriga albumen i Cashs American-serie producerades det av Rick Rubin.
Albumet nådde förstaplatsen på Billboard 200 och blev därmed Cashs första listetta sedan At San Quentin 1969.

## Låtlista
1. "Help Me" (Larry Gatlin) - 2:52
2. "God's Gonna Cut You Down" (trad.) - 2:39
3. "Like the 309" (Johnny Cash) - 4:35
4. "If You Could Read My Mind" (Gordon Lightfoot) - 4:30
5. "Further on Up the Road" (Bruce Springsteen) - 3:25
6. "On the Evening Train" (Hank Williams) - 4:18
7. "I Came to Believe" (Johnny Cash) - 3:45
8. "Love's Been Good to Me" (Rod McKuen) - 3:18
9. "A Legend in My Time" (Don Gibson) - 2:37
10. "Rose of My Heart" (Hugh Moffatt) - 3:18
11. "Four Strong Winds" (Ian Tyson) - 4:35
12. "I'm Free from the Chain Gang Now" (Lou Herscher/Saul Klein) - 3:01